# سیارک ۱۴۴۰
سیارک ۱۴۴۰ (به انگلیسی: 1440 Rostia، نامگذاری:1937TF) هزار و چهارصد و چهلمین سیارک کشف شده‌است که در ۱۱ اکتبر ۱۹۳۷ و در هایدلبرگ کشف شد.
قدر مطلق سیارک برابر ۱۱٫۸۰ است.